# Cloreto de vanádio(III)
Cloreto de vanádio (III) é o composto inorgânico com a fórmula VCl3. Este sal púrpura é um precursor comum a outros complexos de vanádio (III).